# Cristoforo Palmieri
Cristoforo Palmieri, CM (Bitonto, 24 de maio de 1939) é um bispo católico italiano, bispo emérito de Rrëshen desde 15 de junho de 2017.

## Biografia
É o quinto de oito filhos, entrou para a vida religiosa em  26 de setembro de 1960, tendo sido ordenado sacerdote em março de 1967, após estudos filosóficos e teológicos na ordem religiosa Congregação da Missão. Exerceu seu ministério pastoral em paróquias  no sul da Itália. Começou a lecionar religião nas escolas secundárias; foi nomeado vice-diretor da Caritas diocesana de Lecce.

## Iniciativas e missões
Cristofro queria promover o trabalho caritativo na Itália, bem como em outros lugares. Em 1993 solicitou seu envio para a Albânia: a proposta é aceita, e foi nomeado chefe da Missão Vicentina, e a Congregação selecionou a cidade de Mirditë.

## Nomeações
Após a Diocese de Rrëshen ter sido erigida, ele foi nomeado vigário geral e administrador diocesano, e, posteriormente, em 2000, administrador apostólico do Papa João Paulo II. Em 23 de novembro de 2005 foi elevado a bispo pelo Papa Bento XVI.